# Sceloporus exsul
Sceloporus exsul là một loài thằn lằn trong họ Phrynosomatidae. Loài này được Dixon, Ketchersid & Lieb mô tả khoa học đầu tiên năm 1972.